# Elektron (magnéziumötvözet)
Az Elektron vagy Magnesium Elektron a brit Magnesium Elektron Ltd. fémipari vállalat által előállított, nagy magnézium tartalmú könnyűfém ötvözetek bejegyzett márkaneve. A márkához több mint száz, eltérő összetételű ötvözet tartozik.
Az ötvözetek a magnézium (87–91%) mellett jellemzően a következő ötvöző anyagokat tartalmazzák, 0–9,5% arányban: alumínium (<9,5%), ittrium (5,25%), neodímium (2,7%), ezüst (2,5%), gadolínium (1,3%), cink (0,6%), cirkónium (0,6%) és mangán (0,5%). További ritkaföldfémeket is adagolnak a tulajdonságok megfelelő módosítása érdekében.
Az Elektron többnyire nagyon könnyű, a jellemző sűrűsége 1,8 kg/dm³ körül van az alumíniumötvözetek jellemző 2,8 kg/dm³-es sűrűségével szemben. E mellett a megfelelő adalékok használatával a különféle mechanikus tulajdonságai és ellenálló képessége is hangolható, így megnövelhető a szakítószilárdsága, fáradással, korrózióval, tartósfolyással, magas hőmérséklettel szembeni ellenállása.

## Története

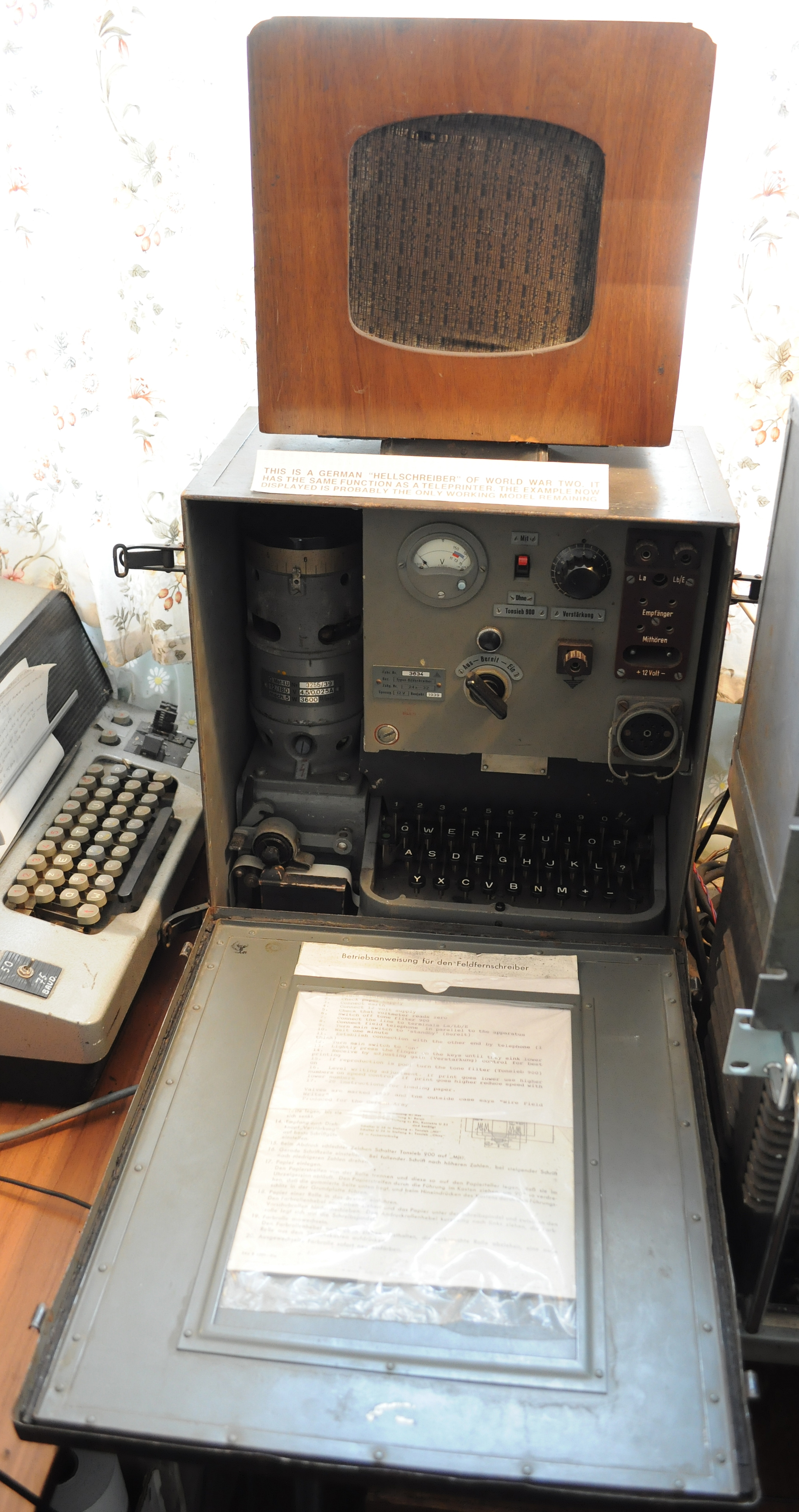
Siemens-Halske Hellschreiber távíró Elektron készülékházzal

Az Elektron vagy Elektronmetall ötvözetet először Gustav Pistor és Wilhelm Moschel állította elő a Chemise Fabrik Griesheim-Elektron (röviden CFGE vagy CFG) vállalatnál Németországban, 1908-ban. Kezdetben az ötvözet megközelítőleg 90% magnéziumot, 9% alumíniumot, és 1%-ban egyéb anyagokat tartalmazott. 1909-ben a Frankfurt am Mainban rendezett International Air Transport Fair kiállításon bemutatott a cég egy Elektron forgattyúházas Adler 75HP motort. Hasonló Adler 50HP motorokat használt August Euler (az 1. számú német pilótaigazolvány birtokosa) is a licenc alapján gyártott Voisin biplánjaihoz is.
1916-ban a CFG egyesült az IG Farben céggel, majd az első világháború után a licenc Angliába került, és 1935-ben Manchesterben megalakult a Magnesium Elektron Ltd., amely napjainkban (2016 október) is termeli az Elektron ötvözeteket.

## Használata

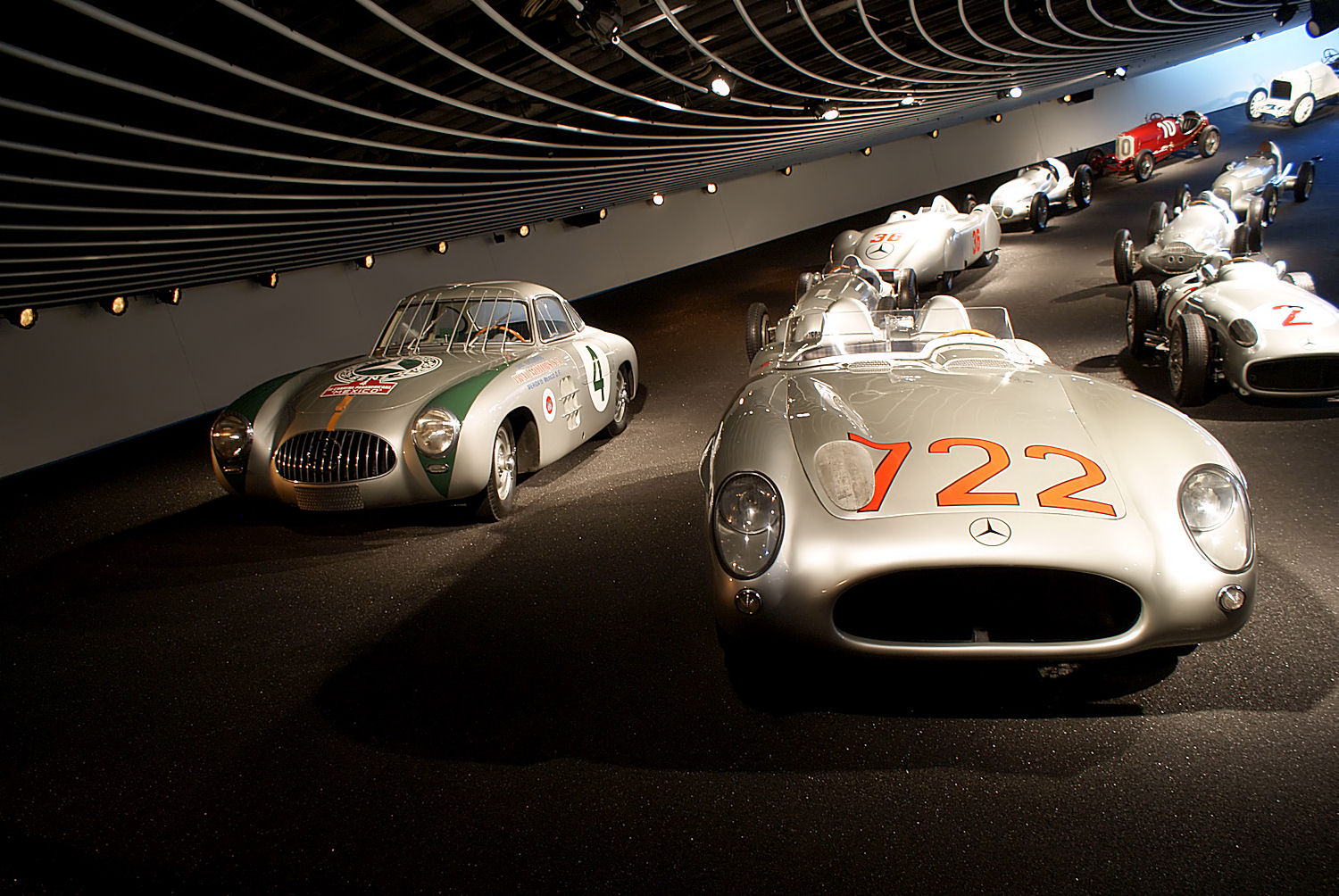
Elektron karosszériás Mercedes-Benz versenyautók az 50-es évekből, az autógyár múzeumában – élen az 1955-ös Mille Miglia-győztes 300SLR 722-es rajtszámmal

A kedvező mechanikai tulajdonságok különösen alkalmassá teszik arra, hogy a repülőgépgyártásban és versenyautók építésére használják. Alkalmazzák még orvosi eszközök és implantátumok készítésére, grafikai feladatokra fotómaratásos nyomóformák készítésére, dekorációkhoz és egyéb olyan megoldásokhoz, ahol az ellenálló képesség és a kis tömeg fontos.
A Siemens-Halske cég a 20-as években és a második világháború alatt a Hellschreiber távíró készülékek házát készítette Elektronból, súlycsökkentés céljából.
Alkalmazásának némileg korlátot szab a gyúlékonysága, amely az előállítását is veszélyessé teszi. Az égő magnézium ráadásul vízzel nem oltható el, sőt, a víz hatására az égés hevesebbé válik – ez a tény problémát jelentett Le Mans-i katasztrófánál is. Az USA hadiereje részére gyújtóbombák készítéséhez is felhasználják, amelyhez termit granulátummal töltik fel az Elektronból készült bombát és gyújtószerkezettel látják el.

## Fordítás
- Ez a szócikk részben vagy egészben  az   Elektron (alloy) című angol Wikipédia-szócikk ezen változatának fordításán alapul.  Az eredeti cikk szerkesztőit annak laptörténete sorolja fel. Ez a jelzés csupán a megfogalmazás eredetét és a szerzői jogokat jelzi, nem szolgál a cikkben szereplő információk forrásmegjelöléseként.
- Ez a szócikk részben vagy egészben  az   Elektron című olasz Wikipédia-szócikk ezen változatának fordításán alapul.  Az eredeti cikk szerkesztőit annak laptörténete sorolja fel. Ez a jelzés csupán a megfogalmazás eredetét és a szerzői jogokat jelzi, nem szolgál a cikkben szereplő információk forrásmegjelöléseként.
- Ez a szócikk részben vagy egészben  az   Elektron (Werkstoff) című német Wikipédia-szócikk ezen változatának fordításán alapul.  Az eredeti cikk szerkesztőit annak laptörténete sorolja fel. Ez a jelzés csupán a megfogalmazás eredetét és a szerzői jogokat jelzi, nem szolgál a cikkben szereplő információk forrásmegjelöléseként.